# Panagiotis Papoulias
Panagiotis Papoulias (griechisch Παναγιώτης Παπούλιας, * 9. Dezember 1969 in Athen) ist ein ehemaliger griechischer Leichtathlet, der sich auf den Langstreckenlauf spezialisiert hat. Seinen größten Erfolg feierte er mit dem Gewinn der Bronzemedaille über 3000 Meter bei den Halleneuropameisterschaften 1996 in Stockholm.

## Sportliche Laufbahn
Erste internationale Erfahrungen sammelte Panagiotis Papoulias vermutlich im Jahr 1995, als er bei der Sommer-Universiade in Fukuoka im 5000-Meter-Lauf nicht ins Ziel kam. Anschließend schied er bei den Weltmeisterschaften in Göteborg mit 14:00,93 min in der Vorrunde aus. Im Jahr darauf gewann er bei den Halleneuropameisterschaften in Stockholm in 7:50,80 min die Bronzemedaille im 3000-Meter-Lauf hinter dem Spanier Anacleto Jiménez und Christophe Impens aus Belgien. 1997 schied er bei den Weltmeisterschaften in Athen mit 3:40,30 min in der ersten Runde über 1500 Meter aus und verpasste auch über 5000 Meter mit 13:58,27 min den Finaleinzug. 1998 belegte er bei den Halleneuropameisterschaften in Valencia in 8:01,14 min den neunten Platz über 3000 Meter und kurz darauf wurde er bei den Crosslauf-Weltmeisterschaften in Marrakesch nach 11:41 min 52. über die Kurzdistanz. Im August schied er bei den Europameisterschaften in Budapest mit 8:45,01 min in der Vorrunde über 3000 m Hindernis aus. Im Jahr darauf siegte er in 3:44,76 min im 1500-Meter-Lauf bei den Balkan-Hallenmeisterschaften in Piräus und im Juni gewann er bei den Balkanspielen in Istanbul in 8:42,32 min die Bronzemedaille im Hindernislauf hinter dem Rumänen Florin Ionescu und Iaroslav Mușinschi aus der Republik Moldau. 2000 gewann er bei den Balkan-Hallenmeisterschaften in Piräus in 3:49,87 min die Silbermedaille über 1500 Meter hinter Đorđe Milić aus Jugoslawien und anschließend kam er bei den Halleneuropameisterschaften in Gent über 3000 Meter nicht ins Ziel. Im Juli gewann er bei den Balkanspielen in Kavala in 3:46,75 min die Bronzemedaille über 1500 Meter hinter Darko Radomirović aus Jugoslawien und Daniel Oniciuc aus Rumänien. 2004 beendete er dann seine aktive sportliche Karriere im Alter von 35 Jahren.
In den Jahren 1995 und 1998 wurde Papoulias griechischer Meister im 1500-Meter-Lauf sowie 1993 und 1994 sowie 1998 und 2003 über 5000 Meter.

## Persönliche Bestleistungen
- 1500 Meter: 3:37,38 min, 13. Juni 1997 in Bukarest
  - 1500 Meter (Halle): 3:39,63 min, 1. Februar 1998 in Piräus (griechischer Rekord)
- 3000 Meter: 7:44,26 min, 12. Juni 1996 in Bellinzona
  - 3000 Meter (Halle): 7:43,66 min, 21. Februar 1998 in Piräus (griechischer Rekord)
- 5000 Meter: 13:28,59 min, 11. Juni 1995 in Turku (griechischer Rekord)
- 3000 m Hindernis: 8:28,62 min, 16. Juni 1999 in Athen